# Ambasciatore del Regno Unito in Svizzera
L'ambasciatore del Regno Unito in Svizzera è il primo rappresentante diplomatico del Regno Unito in Svizzera. Il titolo ufficiale è l'ambasciatore di Sua Maestà Britannica nella Repubblica di Svizzera.
L'ambasciatore britannico in Svizzera è anche ambasciatore del Principato del Liechtenstein.

## Capi missione

### Inviati straordinari
- 1689-1692: Thomas Coxe[1]
- 1689–1702: Philibert de Hervart, barone van Hüningen[1]
- 1702–1705: William Aglionby[1]
- 1705–1714: Abraham Stanyan[1]
- 1710 e 1715–1717: James Dayrolle[1]
- 1716-1722: Francis Manning[1]

### Ministro plenipotenziario nei cantoni svizzeri
- 1717-1762: Armand Louis de St. George, Comte de Marsay[1]
- 1738–1743: Sir Luke Schaub (a diplomat)[2]
- 1743–1749: John Burnaby[1][2]
- 1743-1750: Jerome de Salis[1]
- 1750–1762: Arthur Villettes[1][2][3]
- 1762-1765: Robert Colebrooke[1]
- 1763-1765: James, conte di Pictet[1]
- 1765–1783: William Norton[2][3]
  - 1769-1776: Jean Gabriel Catt[1]
  - 1772-1774: Isaac Pictet[1][2]
  - 1777-1792: Louis Braun[1][2][3]
- 1792–1795: Robert FitzGerald[4]
- 1795–1797: William Wickham[5][6]
- 1797: James Talbot[3][6]
- 1797-1814: relazioni diplomatiche interrotte

### Inviato Straordinario e Ministro Plenipotenziario dei Cantoni Confederati svizzeri
- 1814–1820: Stratford Canning[7]
- 1820–1822: William Cromwell Disbrowe[3]
- 1822–1823: Henry Watkin Williams-Wynn[8]

### Ministro plenipotenziario di membri dei Cantoni Confederati svizzeri
- 1823–1825: Charles Richard Vaughan[9]
- 1825–1832: Algernon Percy[10]
- 1832–1847: David Richard Morier[11]
  - 1847: Gilbert Elliot-Murray-Kynynmound, II conte di Minto[6]
  - 1847–1848: Sir Stratford Canning[6]
- 1848–1849: Henry Wellesley, I conte Cowley[12]
- 1849–1851: Edmund Lyons, I barone Lyons[13]

### Ministro Plenipotenziario presso la Confederazione svizzera
- 1851–1852: Arthur Charles Magenis[14]
- 1852–1853: Andrew Buchanan[15]
- 1853–1854: Charles Augustus Murray[16]
- 1854–1858: George John Robert Gordon[17]
- 1858–1867: Edward Harris[18]

### Inviato Straordinario e Ministro Plenipotenziario presso la Confederazione svizzera
- 1867–1868: John Savile, I barone Savile[19]
- 1868-1874: Alfred Bonar[20]

### Ministro alla Confederazione svizzera
- 1874–1878: Edwin Corbett[21]
- 1878–1879: Sir Horace Rumbold[22]
- 1879–1881: Hussey Vivian, III barone Vivian[23]

### Inviato Straordinario e Ministro Plenipotenziario presso la Confederazione svizzera
- marzo – luglio 1881: Hussey Vivian, III barone Vivian[24]
- 1881–1888: Francis Adams[25]
- 1888–1893: Charles Scott[26]
- 1893–1901: Frederick St John[27]
- 1901–1905: Sir Conyngham Greene[28]
- 1905–1909: George Bonham[29]
- 1909–1911: Henry Bax-Ironside[30]
- 1911–1913: Esme Howard, I barone Howard[31]
- 1913–1916: Evelyn Grant Duff[32]
- 1916–1919: Horace Rumbold[33]
- 1919–1922: Odo Russell[34]
- 1922–1924: Sir Milne Cheetham[35]
- 1924–1928: Rowland Sperling[36]
- 1928–1931: Sir Claud Russell[37]
- 1931–1935: Sir Howard Kennard[38]
- 1935–1940: Sir George Warner[39]
- 1940–1942: David Kelly[40]
- 1942–1946: Sir Clifford Norton[41]
- 1946–1950: Thomas Snow[42]
- 1950–1953: Sir Patrick Scrivener[43]

### Ambasciatore Straordinario e Plenipotenziario presso la Confederazione svizzera
- maggio–dicembre 1953: Sir Patrick Scrivener[44]
- 1953–1958: Sir Lionel Lamb[45]
- 1958–1960: Sir William Montagu-Pollock[46]
- 1960–1964: Sir Paul Grey[47]
- 1964–1968: Sir Robert Isaacson[48]
- 1968–1970: Henry Hohler[49]
- 1970–1973: Eric Midgley[50]
- 1973–1976: Sir John Wraight[51]
- 1976–1980: Sir Alan Rothnie[52]
- 1980–1982: Sir Charles Giffard[53]
- 1982–1984: John Powell-Jones[54]
- 1984–1988: John Rich[54]
- 1988–1992: Christopher Long[54]
- 1992–1997: David Beattie[54]
- 1997–2001: Christopher Hulse[54]
- 2001–2004: Basil Eastwood[54]
- 2004–2008: Simon Featherstone[54]
- 2008-2008: John Nichols[54]
- 2009–2013: Sarah Gillett[55]
- 2014–oggi: David Moran[56]